# Bombylius nigrofemoratus
Bombylius nigrofemoratus är en tvåvingeart som först beskrevs av Joseph Hannum Painter 1940.  Bombylius nigrofemoratus ingår i släktet Bombylius och familjen svävflugor.
Artens utbredningsområde är Arizona. Inga underarter finns listade i Catalogue of Life.